# Летниця (Любуське воєводство)
Летниця (пол. Letnica) — село в Польщі, у гміні Свідниця Зеленогурського повіту Любуського воєводства.
Населення — 613 осіб (2011).
У 1975-1998 роках село належало до Зеленогурського воєводства.

## Демографія
Демографічна структура станом на 31 березня 2011 року:
|          | Загалом | Допрацездатний вік | Працездатний вік | Постпрацездатний вік |
| -------- | ------- | ------------------ | ---------------- | -------------------- |
| Чоловіки | 311     | 70                 | 217              | 24                   |
| Жінки    | 302     | 50                 | 196              | 56                   |
| Разом    | 613     | 120                | 413              | 80                   |